# Estelnic
Estelnic (węg. Esztelnek) – wieś w Rumunii, w okręgu Covasna, w gminie Estelnic. W 2011 roku liczyła 895 mieszkańców.